# Nares Land
Nares Land – bezludna wyspa na Oceanie Arktycznym u północnych wybrzeży Grenlandii. Obszar całej wyspy objęty jest ochroną w ramach działania Parku Narodowego Grenladnii. Powierzchnia wyspy wynosi 1466 km², a długość jej linii brzegowej to 192,4 km.
Nazwa wyspy pochodzi od nazwiska George’a Naresa, brytyjskiego żeglarza i badacza Arktyki, dowódcy wyprawy na biegun północny z lat 1875–1876.